# Byås
Byås är en by i Färgaryds distrikt (Färgaryds socken) i västra Småland som sedan 1974 tillhör Hylte kommun och Hallands län. Byn ligger vid länsväg N 870, sex kilometer öster om tätorten Hyltebruk. Byn har fått sitt namn efter sitt läge uppe på åsen ovanför sjön Stora Färgen.
Byås omtalas i dokument första gången 1346. Jord i byn har bland annat tillhört Fågelvik och Vadstena kloster. I anslutning till byn finns en gravhög i vilken enligt lokala sägner en jätte skall vara begravd. Ovanför byn finns ett område med stora flyttblock, där enligt sägnen troll skall ha bott. Under 1500-talet omfattade byn tre mantal, av vilka två ödelades i samband med nordiska sjuårskriget, men senare återuppbyggdes. 1833 fanns fyra gårdar på det tre mantalen. Mantalen har senare varit Västergården (skattejord), Mellangården (frälsejord) och Östergården (kronojord). Storskifte genomfördes 1817 och laga skifte 1865. Bland torpnamnen i Byås märks Smedjebacken, Råbacken och Ekbacken samt soldattorpet Djupsnabben, soldattorp för rote nummer 57 vid Södra Västbo kompani.
En färja fanns före 1907 över Stora Färgen mellan Byås och byn Åker i Långaryds distrikt (Långaryds socken). Den ersattes därefter av en bro, Åkers bro. Den gamla järnbron ersattes 1954 av en ny i betong. 